# Нона (Бергамо)
Нона је насеље у Италији у округу Бергамо, региону Ломбардија.
Према процени из 2011. у насељу је живело 96 становника. Насеље се налази на надморској висини од 1343 м.